# Bruno Groth

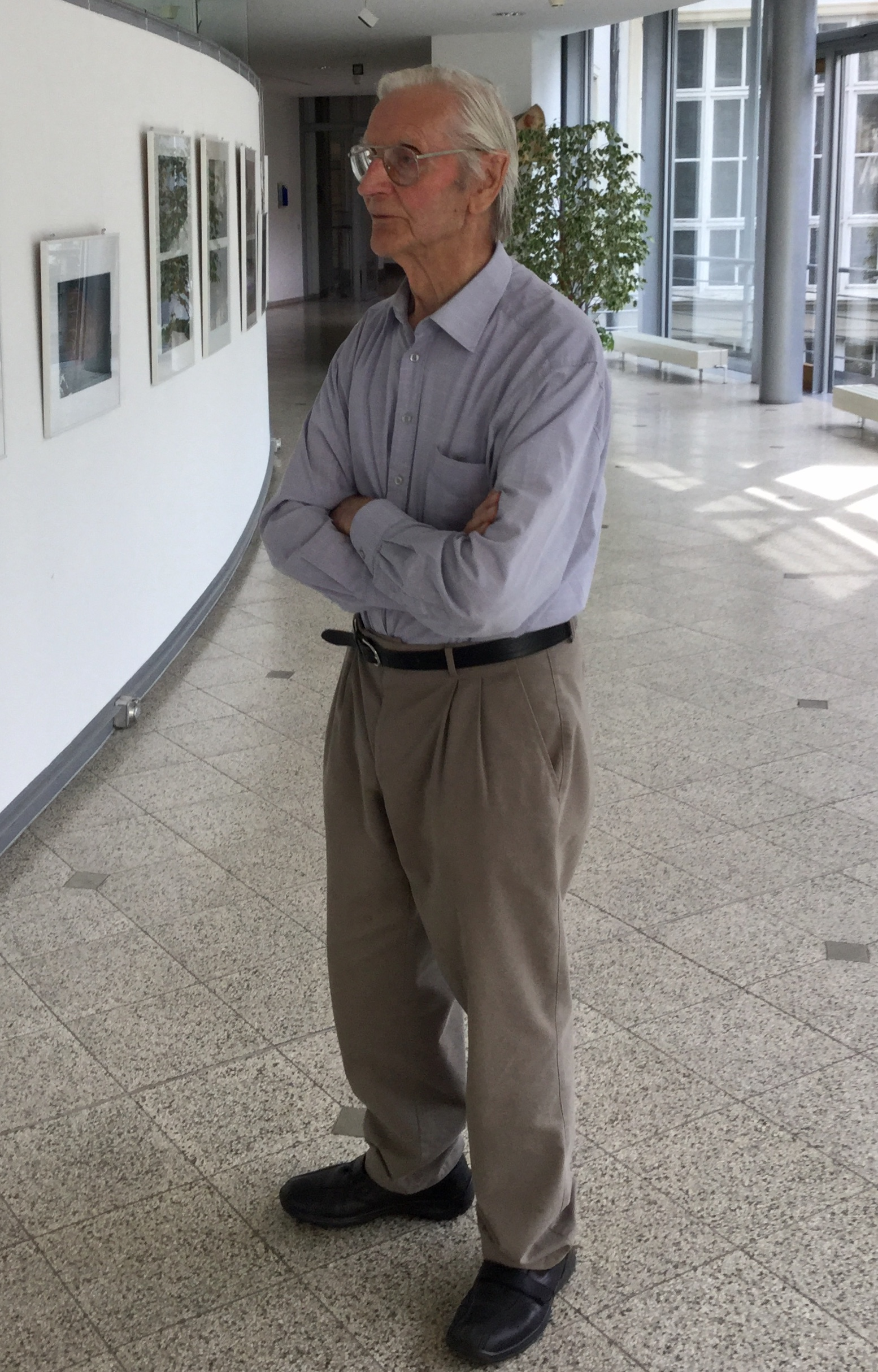
Bruno Groth, 2017 (in einer Ausstellung im Landtag von Sachsen-Anhalt)

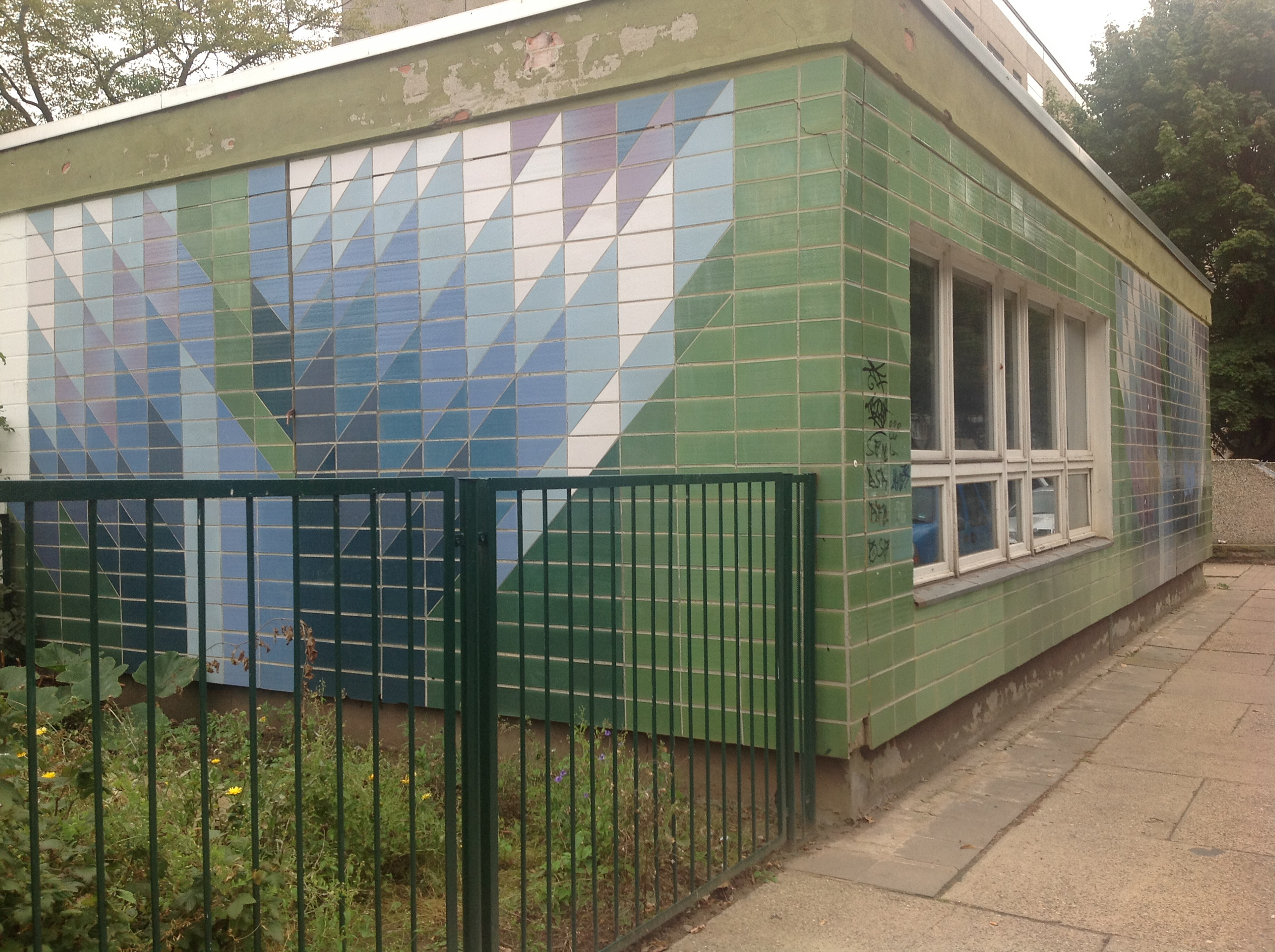
Fassadengestaltung mit Keramikfliesen am Fliederhof in Magdeburg-Neu Olvenstedt von 1987, Aufnahme 2012

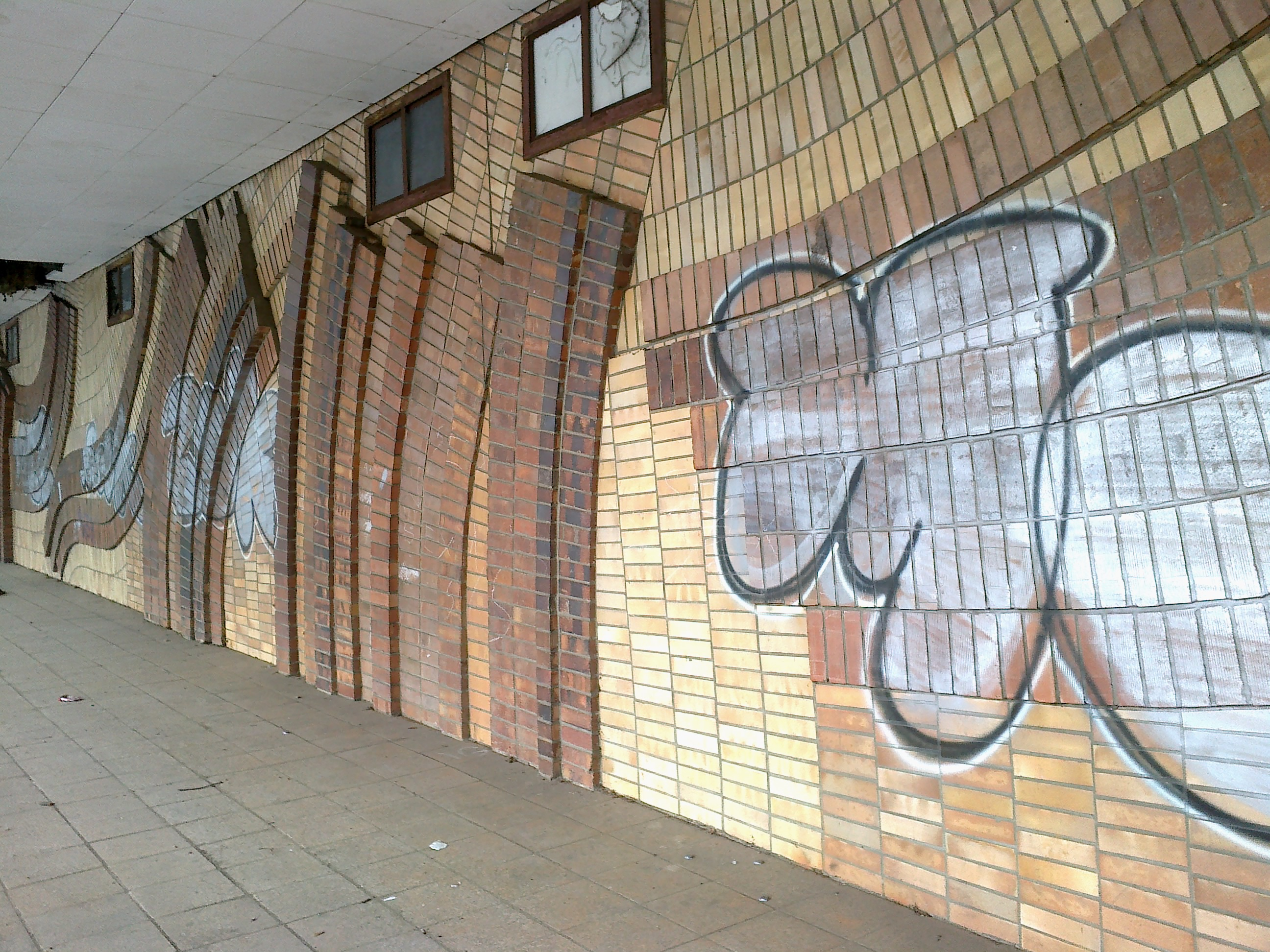
Klinkerfassade in der Magdeburger Sieverstorstraße von 1988; Aufnahme 2013

Bruno Groth (* 26. Juni 1926 in Pustamin (Pommern); † 9. Juli 2018) war ein deutscher Keramiker und Maler.

## Leben
Groth absolvierte ab 1942 eine Lehre als Maler. 1943 wurde er auf deutscher Seite Soldat im Zweiten Weltkrieg. Er geriet in französische Kriegsgefangenschaft, in der er seine Ausbildung als Maler fortsetzte und aus der er schließlich 1948 zurückkehrte. Ab 1951 studierte er bei Wilhelm Paulke Malerei an der Fachschule für angewandte Kunst Magdeburg. Es schloss sich von 1953 bis 1958 ein Studium der Wandmalerei an der Hochschule für Bildende Künste Dresden an, das er mit einem Diplom für Wandmalerei abschloss. Gemeinsam mit den Künstlerkollegen Rudolf Sitte, Siegfried Schade und Bruno Dolinski gründete Groth am 15. August 1958 in Dresden die Produktionsgenossenschaft Bildende Künstler „Kunst am Bau“. Von 1958 bis 1990 war Groth Mitglied des Verbandes Bildender Künstler. Von 1959 bis 1963 übte er eine Lehrtätigkeit an der Fachschule Magdeburg und dann bis 1964 in Heiligendamm aus. In Magdeburg war Wilfried Heider einer seiner Schüler. Beide verband dann eine enge Freundschaft. Des Weiteren studierten dort bei ihm Annedore Policek und Manfred Gabriel.
Ab 1965 wirkte Groth als freischaffender Künstler. Er schuf eine Vielzahl von baubezogener Kunst an Bauten in der DDR, nach 1990 dann auch im westlichen Teil Deutschlands. Häufig bediente er sich dabei der Materialien Klinker und Keramik. Groth wirkte als künstlerischer Berater beim Bau des Stadtteils Neu Olvenstedt mit. Ab den 1990er Jahren engagierte er sich für den Erhalt entsprechender Kunstwerke, die durch den Abriss oder Umbau von Gebäuden in ihrem Bestand gefährdet waren. 2014 gelang ihm der Erhalt eines Mosaiks von Manfred Gabriel in der Magdeburger Danzstraße.
Groth lebte über viele Jahrzehnte im Magdeburger Stadtteil Alt Olvenstedt. E Seine Grabstätte befindet sich auf dem Magdeburger Westfriedhof.

## Ehrungen
- 1984: Kunstpreis des Rates des Bezirks Magdeburg
- 2017: Eintragung in das Goldene Buch der Stadt Magdeburg

## Werke (Auswahl)
- Handwerk und Gewerbe, Südseite des Alten Markts
- Spielende Kinder  (Wandgemälde, Latexfarbe; Vorraum der Kita Jakobstraße in Magdeburg)
- Vegetatives, Klinkerwand, Fruchthof in der Leiterstraße in Magdeburg

## Ausstellungen (Auswahl)
- 1962/1963: Dresden, Fünfte Deutsche Kunstausstellung
- 1965, 1974, 1979 und 1984: Magdeburg, Bezirkskunstausstellungen
- 1987/1988: Dresden, X. Kunstausstellung der DDR
- 2010 Kulturscheune Olvenstedt
- 2010: Magdeburg, Forum Gestaltung